# Dan Eggen
Dan Eggen (Oslo, 1970. január 13. ) norvég válogatott labdarúgó, jelenleg edzőként dolgozik a Kolbotn női csapatánál.

## Pályafutása
Eggen belsővédőként szerepelt játékos pályafutása során. Első csapata egy amatőr norvég klub a Ready volt. Ezután megfordult számos együttesnél. Szerepelt Dániában a BK Frem és a Brøndby IF, illetve Spanyolországban a Celta Vigo és az Alavés alakulatainál. Az Alavéssel 2001-ben UEFA-kupa döntőt játszott. Utolsó két együttese a francia Le Mans és a skót Rangers voltak.
Eggen úgy volt norvég válogatott, hogy soha nem szerepelt hazája bajnokságában. Ezt rajta kívül 5 játékos mondhatja még el magáról.
A norvég labdarúgó-válogatottban összesen 25 alkalommal játszhatott és ezeken a mérkőzéseken két gól fűződik a nevéhez. Tagja volt az 1994-es és az 1998-as labdarúgó-világbajnokságon részt vevő válogatott keretének illetve szerepelt a 2000-es Eb-n.
Jelenleg edzőként dolgozik.

## Külső hivatkozások
- Profil Archiválva 2007. szeptember 29-i dátummal a Wayback Machine-ben
- Statisztika